# 바카리 사코
바카리 사코(Bakary Sako, 1988년 4월 26일 이브리쉬르센 ~ )는 말리의 축구 선수이다. 현재 소속팀은 레바디아코스이며, 포지션은 미드필더이다.